# Colle Pinter
Il Colle Pinter (2.777 m s.l.m. - Péntecoll in Greschòneytitsch) è un valico alpino che collega la Valle del Lys con la Val d'Ayas.

## Caratteristiche

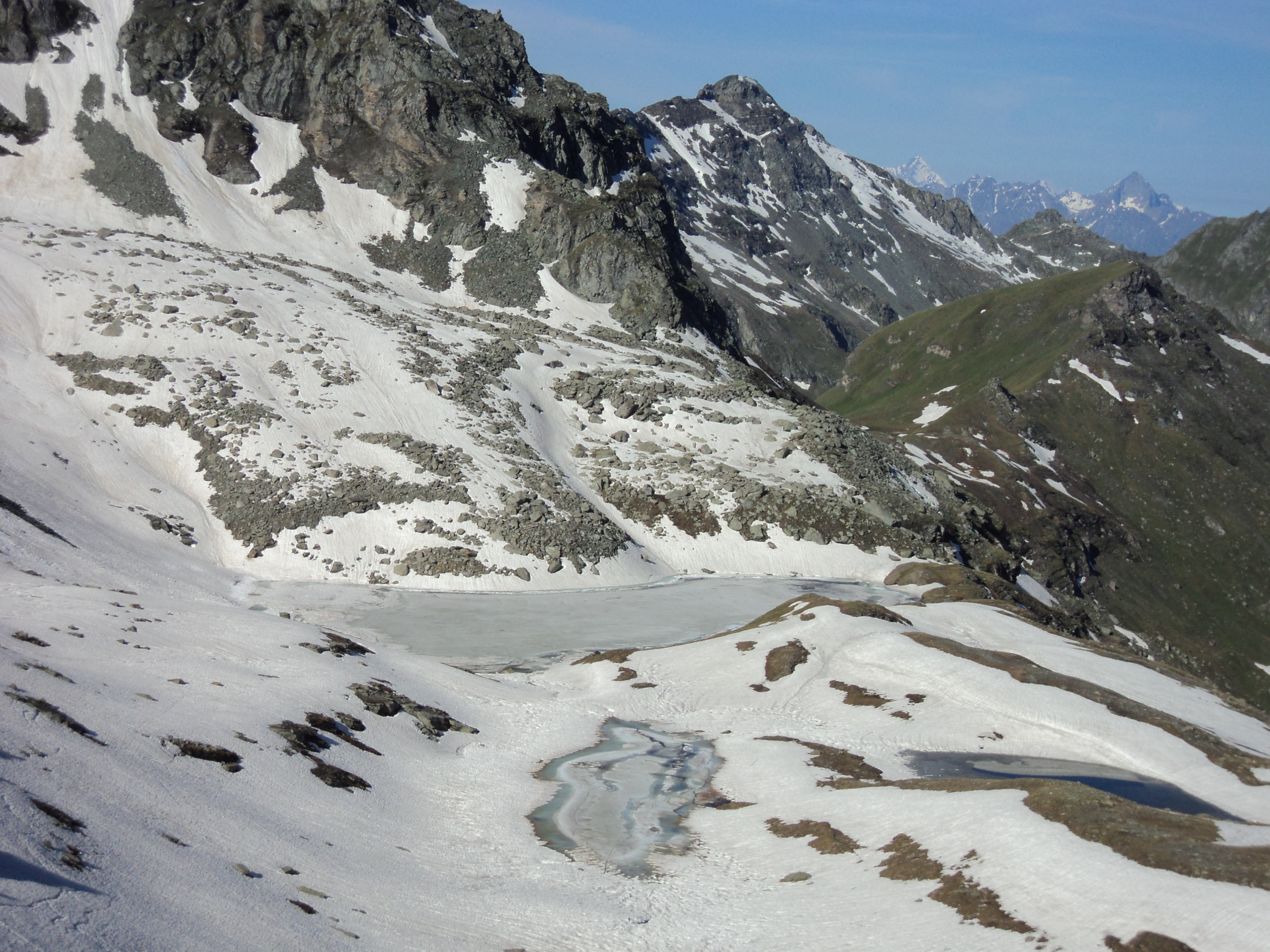
I laghi del Pinter visti dal colle.

Al colle transita l'Alta via della Valle d'Aosta n. 1. A nord del colle si trova il monte Pinter dove è collocato il Bivacco Ulrich Lateltin. Nel versante verso la Val d'Ayas e poco sotto il colle si trovano i Laghi del Pinter.

## Accesso
Si può salire al colle partendo da Gressoney-Saint-Jean e passando dal Rifugio Alpenzù. Dalla val d'Ayas il colle è raggiungibile in poco tempo dal refugio Vieux Crest o dall'Alpe Ostafa tramite i percorsi 11a o 12.